# Лоюдиче, Аугусто Паоло
Аугусто Паоло Лоюдиче (итал. Augusto Paolo Lojudice; род. 1 июля 1964, Рим, Италия) — итальянский кардинал. Титулярный епископ Альбы Мариттимы, вспомогательный епископ Рима и генеральный викарий Остии с 6 марта 2015 по 6 мая 2019. Архиепископ Сиена-Колле-ди-Валь-д’Эльса-Монтальчино с 6 мая 2019. Кардинал-священник с титулом церкви Санта-Мария-дель-Буон-Консильо с 28 ноября 2020. 